# バロム・リヤチヤ7世
バロム・リヤチヤ7世（バロム・リヤチヤ7せい、クメール語:បរមរាជាទីប្រ៧、1556年‐1619年6月20日）はカンボジアの国王（在位：1602年‐1619年）。

## 略歴
バロム・リヤチヤ7世は元国王バロム・リヤチヤ3世（英語版）の次男で前国王ケオ・ファー1世の叔父。
バロム・リヤチヤ7世は1594年にシャム・カンボジア戦争（英語版）により、アユタヤに捕虜として連行された。1585年に兄であり国王のサター1世（英語版）からビルマ・シャム戦争（英語版）でビルマと戦っていたアユタヤへの援軍の指揮を命令された。その後アユタヤの王子ナレースワンから侮辱されたと勘違いしてカンボジアに引き返し、アユタヤとカンボジアの敵対関係が再開した。1593年にアユタヤがカンボジアを攻めてきた。翌年の1594年1月に首都ロンヴェーク（英語版）が陥落し、バロム・リヤチヤ7世はアユタヤに連行された。1601年に政治に関心を持たない国王ケオ・ファー1世を憂いたテヴィクサットレイ王女（英語版）により、帰還が要請されアユタヤ軍の援軍と共にタイランド湾のコッ・スラケート島に拠点を構えた。1602年にヴィクサットレイ王女はケオ・ファー1世の罷免を宣言し、バロム・リヤチヤ7世は国王に即位した。同年にケオ・ファー1世は王位を奪取しようと、ストーン地方（英語版）で反乱を起こしが、1603年にアユタヤの援軍1万人が到着し、カンボジア軍により処刑された。1607年には事実上の人質だった息子のチェイ・チェッタ2世がアユタヤから逃亡し、その後は王子に反乱した地方長官の鎮圧を命じカンボジアを統一した。1608年に首都をコッ・スラケートからロンヴェークに移した。同年にアユタヤに使者を遣わし友好関係を回復した。1619年に国が安定したため、バロム・リヤチヤ7世はチェイ・チェッタ2世に譲位した。その約3か月後の1619年6月20日に死亡した。